# Martin Lager
Martin Lager (* 1936 in Toronto) ist ein kanadischer Schauspieler, Schriftsteller und Drehbuchautor.
Lager begann seine Laufbahn als Schauspieler in Live-TV-Dramen. Er wurde dann als Dramatiker und Drehbuchautor von Fernsehfilmen und -serien bekannt. Er erhielt zweimal Preise der Telefilm Canada Screenwriting und des Canada Council und viermal Preise des Ontario Arts Council. Sein Film Klondike Fever (1980) wurde für den Genie Award nominiert.
Von 1985 bis 1990 war Lager Executive Producer für Drama bei CTV Television Network, wo er u. a. die Serien Night Heat, E.N.G und My Secret Identity produzierte. Er gibt Kurse für Drama- und Drehbuchschreiben und unterrichtet Film-, Rundfunk- und Fernsehgeschichte am Humber College.

## Filmografie
- 1965: Three Approaches to Leadership
- 1965: The Unpredictable Leader
- 1965: Attitudes
- 1965: Motivations and Morale
- 1965: The Overfamiliar Subordinate
- 1966: The Offering
- 1967: Compassionate Leave?
- 1967: Chain of Command
- 1967: The Tactless One
- 1967: The Defaulter
- 1967: A Question of Priority
- 1969: Abenteuer im Regenbogenland (Adventures in Rainbow Country) (Fernsehserie)
- 1973: The Starlost (Fernsehserie)
- 1975: Wings in the Wilderness
- 1975: Lions for Breakfast
- 1977: Tödliche Ernte (Deadly Harvest), deutsch auch 1993 – Welt im Chaos
- 1979: Delta III – Wir wollen nicht zur Erde zurück (The Shape of Things to Come)
- 1980: The Starlost: The Beginning
- 1980: Goldrausch in Alaska (Klondike Fever)